# Ньютон (округ, Техас)
Округ Ньютон (англ. Newton County) — округ штата Техас Соединённых Штатов Америки. На 2000 год в нем проживало 15 072 человек. По оценке бюро переписи населения США в 2009 году население округа составляло 13 667 человек. Окружным центром является город Ньютон.

## История
Округ Ньютон был сформирован в 1846 году. Он был назван в честь Джона Ньютона, ветерана войны за независимость США.

## География
По данным бюро переписи населения США площадь округа Ньютон составляет 2433 км², из которых 2416 км² — суша, а 17 км² — водная поверхность (0,73 %).

### Основные шоссе
- Шоссе 190
- Автострада 63
- Автострада 87

### Соседние округа
- Сабин  (север)
- Вернон, Луизиана  (северо-восток)
- Борегард, Луизиана  (восток)
- Калкашу, Луизиана  (юго-восток)
- Ориндж  (юг)
- Джаспер  (запад)